# Peste equina africana

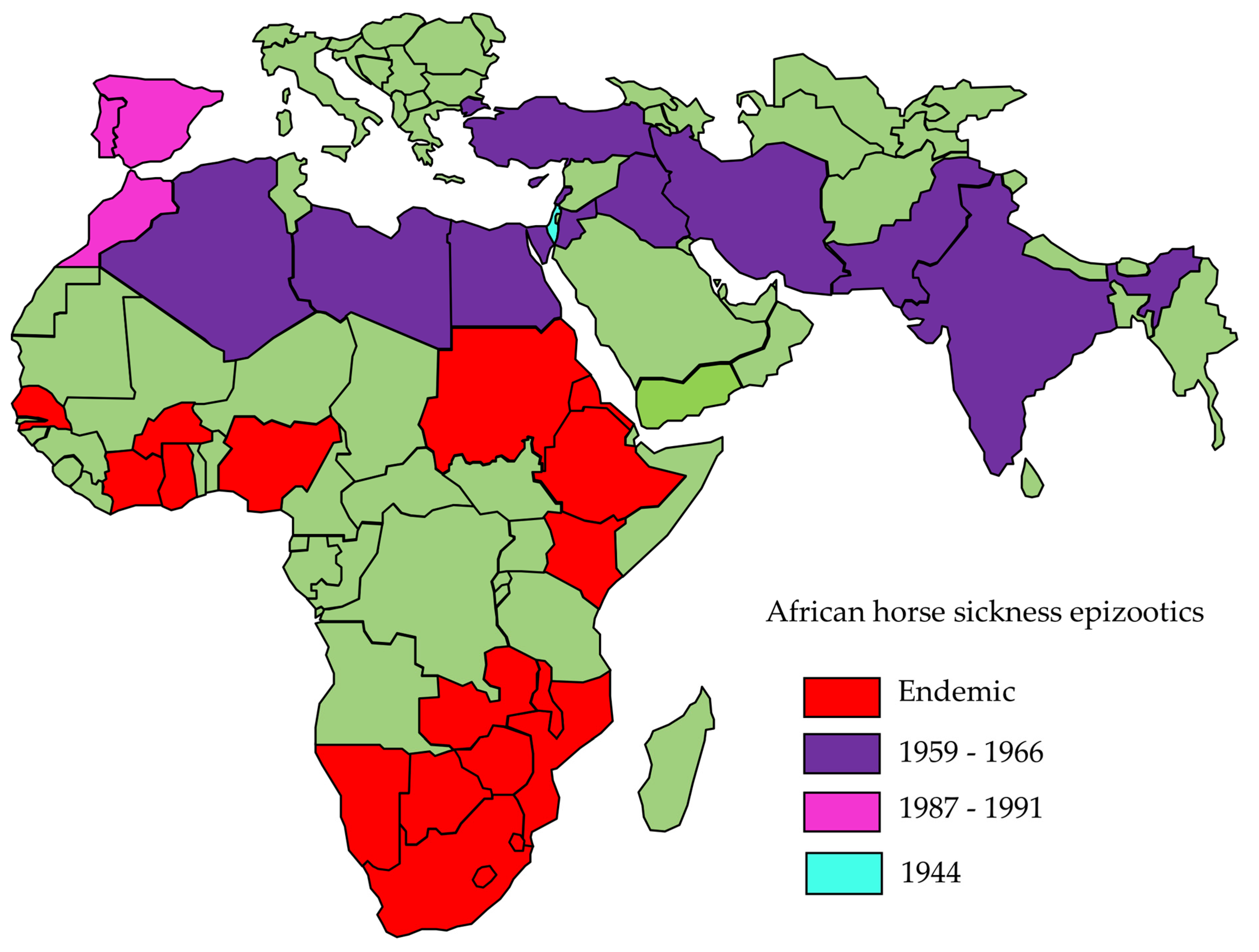
Mapa de los brotes de peste equina africana que se han producido en todo el mundo durante el último siglo.

## Concepto
Enfermedad vírica aguda del equino, transmitida por artrópodos, de elevada mortalidad, presentación estacional y curso febril agudo, con cuadros cardíacos y pulmonares, y lesiones edematosas y hemorrágicas.

## Etiología
El agente causal es el Orbivirus AHSV, de la Familia Reoviridae, con virión icosaédrico desnudo de  60-80 nm., muy similar a los agentes de la lengua Azul ovina y la enfermedad hemorrágica epizoótica de los ciervos.
Resiste disolventes orgánicos, sales biliares, pero es sensible a los pHs no neutros, al calor y la putrefacción. Es cultivable en células HeLa y BHK 21, y se puede aislar en huevo embrionado y ratón lactante.
Posee 9 tipos serológicos con antígenos fijadores de complemento comunes, pero con protección cruzada sólo entre el 6 y el 9. Virulencia variable, máxima en el serotipo 4, con mortalidad mayor del 90%, y mínima en el serotipo 9, en que oscila entre el 70 y el 80%.

## Epidemiología
- Reservorio

El principal reservorio de esta enfermedad está representado por las cebras y los asnos salvajes existentes en las zonas enzoóticas. Estos animales, tras ser infectados, no desarrollan sintomatología alguna o esta es muy leve,  convirtiéndose así  en un reservorio ideal para el virus al facilitar su pervivencia, multiplicación y posterior transmisión. 
La elevada mortalidad y la rapidez del proceso dificultan que los caballos, mulos y burros domésticos puedan convertirse en reservorios a largo plazo de la enfermedad, por lo que estos animales no son fundamentales en el mantenimiento del proceso en una determinada zona. 
Otros animales como los perros y los camellos, aunque pueden ser  infectados, no tienen ninguna importancia epidemiológica al no replicarse el virus en ellos y desarrollar escasas viremias.
- Transmisión

La enfermedad se transmite principalmente por la picadura de moscas del género Culicoides que actúan como vectores biológicos, pudiéndose multiplicar el virus en su interior hasta 10 000 veces. Estos vectores presentan transmisión transestadial pero no transovárica, por lo que en ningún caso nacen infectados. Estos insectos actúan principalmente entre la puesta y la salida del sol en zonas de alta temperatura y humedad, a finales del verano o principios de otoño. Aunque no son buenos voladores pueden ser arrastrados pasivamente por el aire a largas distancias. En la relación existente entre el vector, el virus y la temperatura  hay que tener en cuenta que aunque el adulto de C. imicola puede mantenerse activo incluso a temperaturas tan bajas como 3 °C, el virus requiere una temperatura comprendida entre 12,5º y 29 °C  para poderse multiplicar y transmitir, por lo que no siempre es posible la difusión del virus a partir de un determinado vector infectado. En los períodos fríos, el virus sobrevive de forma latente en los vectores, estrategia que le permite resistir incluso en ausencia de hospedadores vertebrados.
Otros vectores mecánicos, de mucha menor importancia desde el punto de vista epidemiológico al transmitir la enfermedad exclusivamente de forma mecánica son los mosquitos (género. Culex, Aedes, Anopheles), moscas del género Stomoxys y Tabanus y garrapatas. 
Los perros también pueden infectarse al ingerir animales infectados.
- Animales sensibles

Son sensibles los equinos, el caballo más que el mulo, y éste más que el asno. Los equinos asiáticos son incluso más sensibles que los europeos.
- Presentación

La presentación es endémica en toda el África subsahariana y Oriente Medio, y epidémica estacional en los países templados y subtropicales. La tasa de morbilidad en caballos varía en función de la concentración de vectores y animales sensibles, si bien la mortalidad es cercana al 90%, en mulos al 50% y en burros  al 5-10%.

## Patogenia
Tras la penetración percutánea, por picadura o por ingestión en perro, se produce una replicación primaria en los ganglios linfáticos regionales y una posterior difusión hematógena, con el virus ligado a los hematíes, produciéndose un importante tropismo por el endotelio vascular de los vasos cardíacos y pulmonares.
Las lesiones endoteliales producidas por la replicación del virus causan incremento de la permeabilidad vascular, que determina edemas; incremento de la fragilidad vascular, con hemorragias y equimosis; y trombosis, que causa necrosis isquémicas. El virus en ningún caso es eliminado al exterior mediante excreciones o secreciones.
Si el animal no muere, la intensa respuesta inmune humoral elimina totalmente el virus entre los 18 (caballos) y 28 días (asnos, cebras), con lo que estos animales no quedan como portadores. 
Dada la falta de inmunidad cruzada entre los distintos serotipos, un animal recuperado de la infección por uno de ellos puede padecer de nuevo la enfermedad por otro, aunque habitualmente de forma más leve.

## Clínica
- Forma sobreaguda o pulmonar

Lo padecen los caballos que son los animales más sensibles. Dura de horas a pocos días. Período de incubación: 7-14 días. Síndrome febril. Hipertermia (1-2 días) y sudoración. Síndrome respiratorio: Disnea, taquipnea, postura ortopneica (ollares dilatados, cuello extendido y extremidades anteriores separadas) y contragolpe del ijar. Toses espasmódicas y eliminación por ollares de exudado serofibrinoso y espumoso. Esta última fase es muy rápida y la muerte se produce en pocas horas. Una vez en el suelo el animal puede eliminar por lo ollares muchos litros de exudado (8-10 litros).
- Forma subaguda edematosa o cardiaca

Es frecuente en asnos. Duración aproximadamente de una semana. Síndrome febril durante 3-6 días. Antes de desaparecer la fiebre se desarrolla cuadro edematoso localizado en fosa supraorbital, párpados, extendiéndose progresivamente a labios, mejillas, espacio intermandibular y región laríngea, ocupando posteriormente la región torácica pero sin llegar a afectar a las extremidades. En la fase terminal se desarrollan petequias en conjuntiva y en zona ventral de la lengua. El animal se encuentra deprimido y se echa al suelo, muriendo a los 4-8 días desde el comienzo de la fiebre o bien se recupera progresivamente.
- Forma aguda mixta

Es la forma de presentación más frecuente en caballos y mulos. Duración 2-3 días. Es una mezcla de la forma pulmonar y de la forma cardiaca de forma simultánea o consecutiva. El curso comienza con una ligera sintomatología pulmonar que no progresa, seguida de edemas y hemorragias conjuntivales. La muerte se produce por fallo cardiaco en un 70% de los animales.
- Forma febril

Típica de las cebras. Es la forma más suave y frecuente observada en brotes naturales de la enfermedad. Se desarrolla fiebre remitente durante 3-8 días sin ninguna otra sintomatología o a lo sumo ligera conjuntivitis y cierto grado de anorexia y depresión.

## Lesiones
- Forma pulmonar

Las lesiones más características están representadas por edema pulmonar agudo e hidrotorax. Es constante la presencia en la cavidad torácica de gran cantidad de fluido (hasta 8 litros), con gran acúmulo de exudado espumoso en tráquea y bronquios. Son menos frecuentes la infiltración edematosa periaórtica y peritraqueal, la hiperemia del fundus glandular del estómago y de la mucosa y serosa del intestino delgado y grueso, las hemorragias subcapsulares esplénicas y la congestión de la corteza renal. La mayoría de los ganglios linfáticos torácicos y abdominales se encuentran aumentados de tamaño,  edematosos y congestivos.
- Forma cardiaca subaguda

La lesión más evidente está representada por la infiltración gelatinosa y amarillenta del subcutáneo y de la fascia intermuscular de la cabeza, hocico y ollares. Ocasionalmente pueden verse afectados el cuello, pecho, abdomen ventral y ancas. Es constante el hidropericardias y el desarrollo de petequias y equimosis en endocardio y epicardio, particularmente en ventrículo izquierdo.
El pulmón suele estar normal y la cavidad torácica no suele contener líquido. 
Hiperemia digestiva más intensa que la de la forma pulmonar.
- Forma mixta

Es una mezcla de los patrones lesionales anteriormente descritos conjuntamente con ascitis, congestión y petequias en serosas y mucosas.
- En la forma febril no se suelen producir lesiones.

## Diagnóstico
- Clínico-epizootiológico-lesional: basado en presencia y actividad de vectores (estacionalidad); aparición brusca y propagación a saltos, en proximidad de cursos de agua; síntomas y lesiones característicos. De valor presuntivo, requiere diferenciar de  babesiosis, carbunco, arteritis vírica, anemia infecciosa e influenza.

- Virológico, mediante ELISA de captura de antígeno, aislamiento por inoculación intracerebral de ratón lactante, o en cultivo de tejidos.

- Inmunológico, mediante inmunofluorescencia directa. Las técnicas serológicas más usadas son ELISA, FC, IDGA e IFI, que detectan la enfermedad, pero no diferencian serotipos; la seroneutralización sobre ratón lactante o histocultivo, y la HA-IHA se utilizan para diferenciar los serotipos.

## Tratamiento
Según las condiciones epizootiológicas y sanitarias locales, puede estar más indicado el sacrificio. No existe tratamiento etiológico, y en el sintomático, con cardiotónicos y protectores vasculares, es esencial el reposo y el aislamiento estricto, al menos hasta un mes tras desaparecer los síntomas.

## Lucha
- Prevención: higiénico sanitarias y de manejo ; de policía sanitaria ; y vacunales. En la prevención vacunal se utilizan: a) vacunas inactivadas, formoladas, obtenidas habitualmente en cultivo celular. Habitualmente son monovalentes; requieren varias inoculaciones y pueden causar reacciones locales; b) vacunas atenuadas, por pases en cerebro de ratón y adaptación posterior a cultivo celular. Pueden obtenerse mono y polivalentes. Causan una reacción febril ligera, pero de hasta 15 días de duración, durante la que el animal debe observar reposo. Pueden causar reabsorción fetal en hembras gestantes de menos de 3 meses. Presentan un período negativo de inmunidad de 2-3 semanas, y su eficacia oscila entre 6 meses y 2 años. Control de vectores ; de efectivos susceptibles o infectados.

- Erradicación: el sacrificio de infectados, no parece imprescindible al ser transitorio el estado portador. Una vez declarado un foco, son básicas la inmovilización total de efectivos y la vacunación masiva sistemática y obligatoria dentro y alrededor del foco, en un mínimo de 50 km de profundidad, a complementar con el resto de medidas descritas.